# Mbinga Mjini
Mbinga Mjini ist ein Verwaltungsbezirk (Ward) des Distrikts Mbinga (TC) in der tansanischen Region Ruvuma.

## Geografie
Mbinga Mjini liegt im Südwesten von Tansania. Der Bezirk umfasst den nördlichen Teil des Zentrums der Distrikthauptstadt Mbinga. Er grenzt im Westen und im Norden an Mbambi und Matarawe, im Osten an Bethrehemu und Luhuwiko und im Süden an Mbinga Mjini B.
Bei der Volkszählung 2022 lebten 4177 Menschen in 1381 Haushalten auf einer Fläche von 0,8 Quadratkilometern.

## Gliederung
Der Bezirk besteht aus drei Stadtteilen (Kitongoji):
- Kiwanjani
- Mbinga A
- Mbinga B

## Infrastruktur
- Gesundheit: In Mbinga Mjini gibt es eine private Apotheke.[6]